# Szesnaście świeczek
Szesnaście świeczek – amerykańska komedia romantyczna z 1984 roku.

## Główne role
- Molly Ringwald – Samantha Baker
- Justin Henry – Mike Baker
- Michael Schoeffling – Jake Ryan
- Haviland Morris – Caroline Mulford
- Gedde Watanabe – Long Duk Dong
- Anthony Michael Hall – Geek
- Paul Dooley – Jim Baker
- Carlin Glynn – Brenda Baker
- Blanche Baker – Ginny Baker
- Edward Andrews – Howard Baker
- Billie Bird – Dorothy Baker
- Carole Cook – Babcia Helen
- Max Showalter – Dziadek Fred
- Liane Alexandra Curtis – Randy
- John Cusack – Bryce
- Darren Harris – Cliff
- Deborah Pollack – Marlene Lumberjack

## Fabuła
Dla Samanthy dzień jej 16. urodzin zaczął się niezbyt dobrze. Od samego rana wszystko idzie zupełnie inaczej, niż sobie wyobrażała. Rodzice zapomnieli złożyć jej życzenia, bo są zbyt zaaferowani ślubem jej siostry Ginny. Samantha jest zakochana w najprzystojniejszym chłopaku w szkole, ale w niej podkochuje się Ted – dziwak z pierwszej klasy. A to jeszcze nie koniec dnia.